# Syneta albida
Syneta albida — вид жуков из семейства листоедов, подсемейства синетин.

## Распространение
Встречается в Северной Америке.

## Описание
Жук длиной, в среднем, достигает 6 мм.

## Экология
Питается листьями различных лиственных деревьев: айва (Cydonia), слива (Prunus), груша (Pyrus) и смородина (Ribes).
Личинки питаются корнями деревьев. Развиваются в почве. Окукливаются весной.